# سیمپتی فور رکورد اینداستری
سیمپتی فور رکورد اینداستری (با نام سیمپتی رکوردز یا سیمپتی فور آر.آی. نیز شناخته شده‌است) ناشر مستقلی می‌باشد که اساساً بر روی موسیقی گاراژ راک و پانک راک متمرکز است و در سال ۱۹۸۸ توسط جان مرمیس که با نام لانگ گان جان نیز شناخته می‌شود، بنیان نهاده شد.